# Eumig

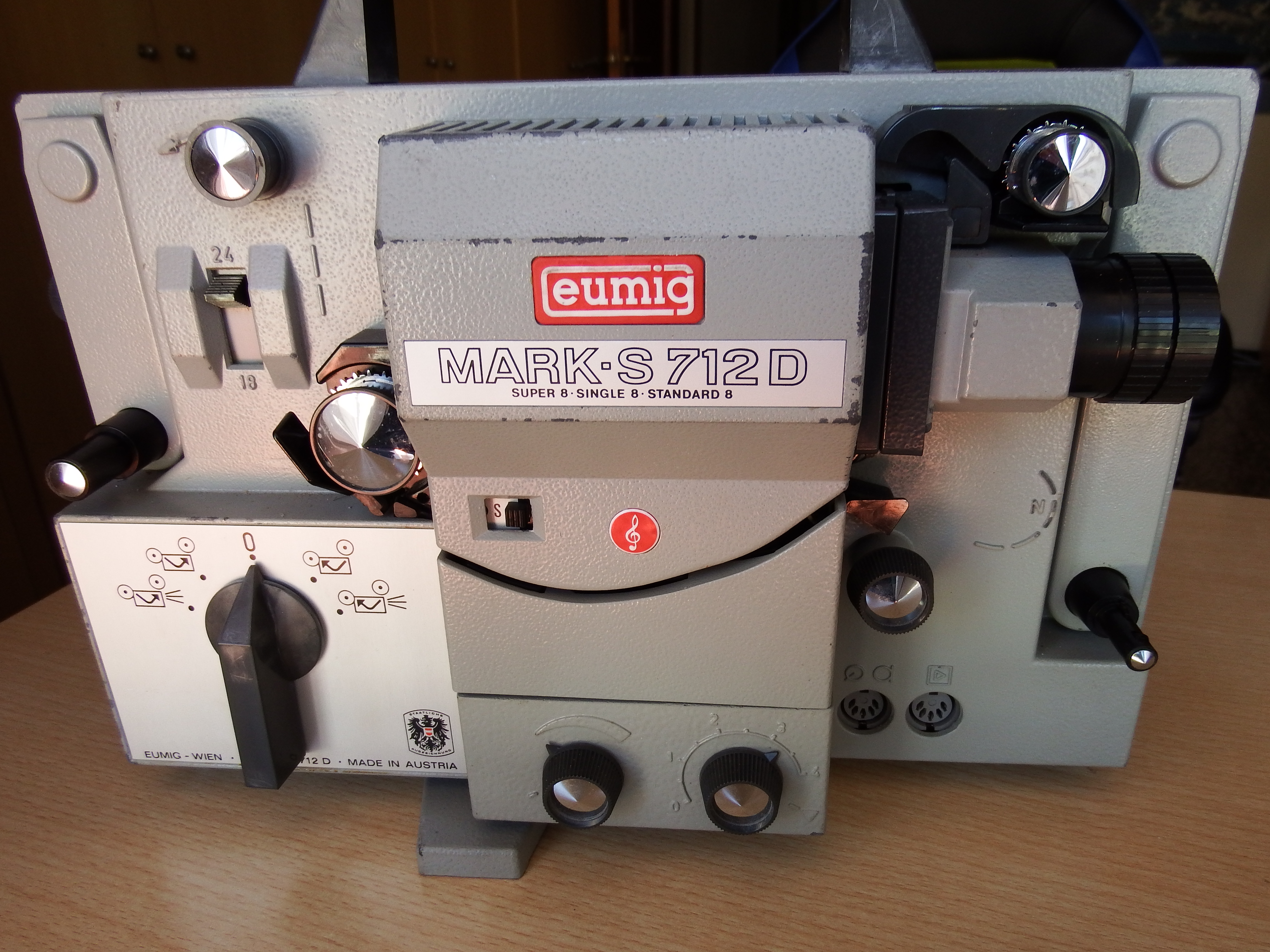
Filmprojektor Eumig Mark S 712D

Eumig war ein österreichischer Hersteller von Radios, Filmkameras und -projektoren, Tonbandgeräten und Kassettendecks.

## Geschichte

### Anfänge
Im Jahre 1919 wurde die „Elektrizitäts- und Metallwaren-Industrie-Gesellschaft m. b. H.“ in der Linken Wienzeile 86 in Wien-Mariahilf von Karl Vockenhuber, Alois Handler und Adolf Halpern, welcher den Großteil der finanziellen Mittel einbrachte, gegründet. Anfangs wurden Feuerzeuge aus Patronenhülsen sowie Zigarettendosen und diverses Elektromaterial erzeugt. Noch im gleichen Jahr übersiedelte Eumig in die Schallergasse 42 in Wien-Meidling.

1921 wechselte das Unternehmen in die Hirschengasse 5 nach Wien-Mariahilf und hatte nun bereits 65 Beschäftigte.

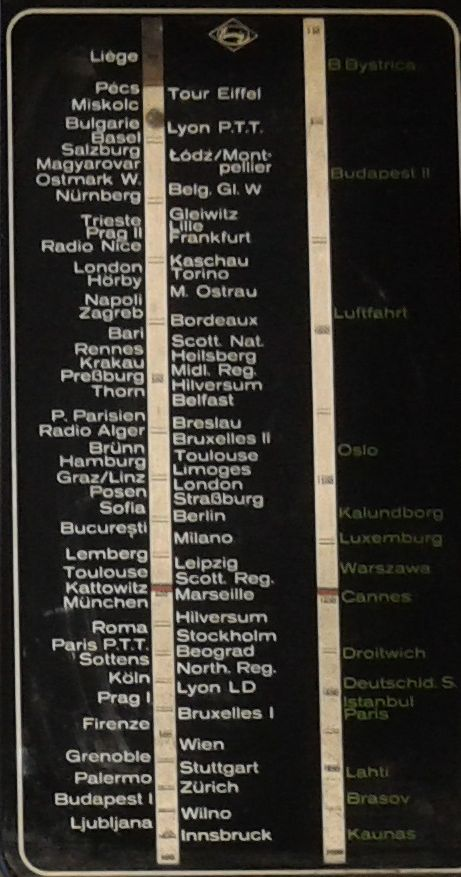
Senderskala eines Eumig 329w (1939); in Weiß die Mittelwellen-Sender, in Grün die Langwellen-Sender.

### Erschließung des späteren Geschäftsfeldes

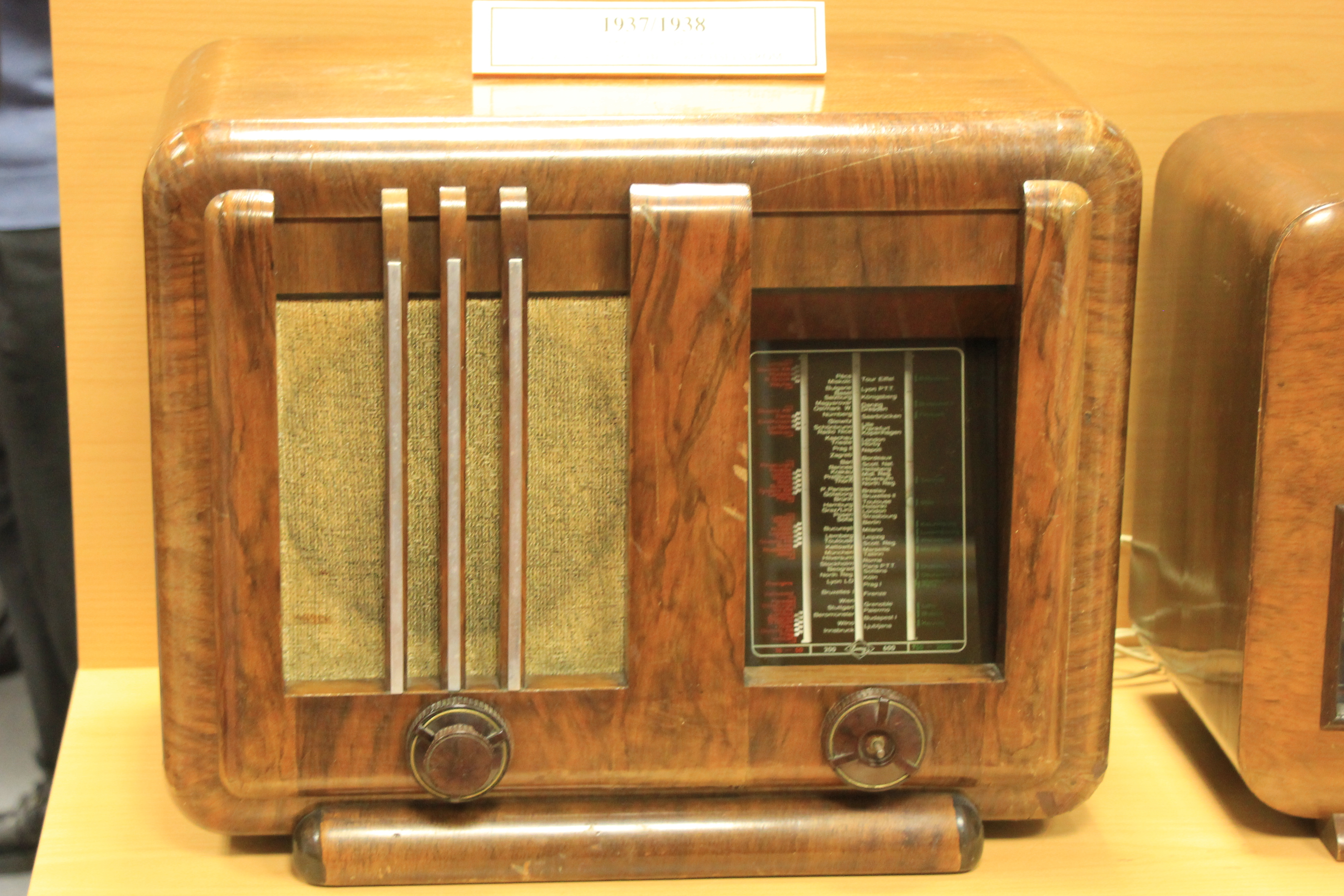
Radio Eumig 2518 (1937/38)

Im Jahre 1924 begann Eumig mit der Produktion von Rundfunkgeräten (Low Loss Detektor Empfänger und Eumig Baby). Der Unternehmensmitbegründer Adolf Halpern wurde 1926 ausbezahlt und schied aus dem Unternehmen aus.
1928 begann Eumig mit der Entwicklung von Filmgeräten, der erste Filmprojektor für 16-mm-Film kam 1931 auf den Markt: Der Eumig P 1. 1932 wurde die erste Filmkamera Eumig C 1 für 9,5-mm-Film vorgestellt. 1935 brachte Eumig die Nachfolgtetype Eumig C 2 heraus. Diese war die erste Filmkamera der Welt mit halbautomatischer Nachführbelichtungsregelung.
1935 erwarb Eumig das Unternehmen Panradio in Wien X., Buchengasse 11–13. Im Jahre 1937 erschienen die Filmkameras Eumig C 3 (mit Antrieb durch Federwerk), sowie die Eumig C 4 (mit Antrieb durch Elektromotor). Insgesamt wurden von der C 3-Serie etwa 300.000 Stück gebaut. Die C 4 war die erste Amateur-Filmkamera der Welt mit elektrischem Antrieb.

### Von 1938 bis 1945
Nach dem Anschluss Österreichs 1938 stellte die Eumig neben eigenen Radiomodellen auch Volksempfänger des Typs VE 301 dyn und den Deutschen Kleinempfänger DKE 38 her, während der Kriegsjahre auch militärische Geräte. 1941 hatte Eumig 1.000 Beschäftigte, im Folgejahr tritt Vockenhubers Sohn Ing. Karl Vockenhuber in das Unternehmen ein. Das Wiener Werk in der Buchengasse wurde 1945 durch die Luftangriffe auf Wien beschädigt. Die Maschinen waren bereits im Jahr davor in ein Zweigwerk nach Micheldorf in Oberösterreich verlegt worden.

### Von 1945 bis 1981
Im Jahr 1951 starb Karl Vockenhuber sen. und im Jahr 1960 Alois Handler.

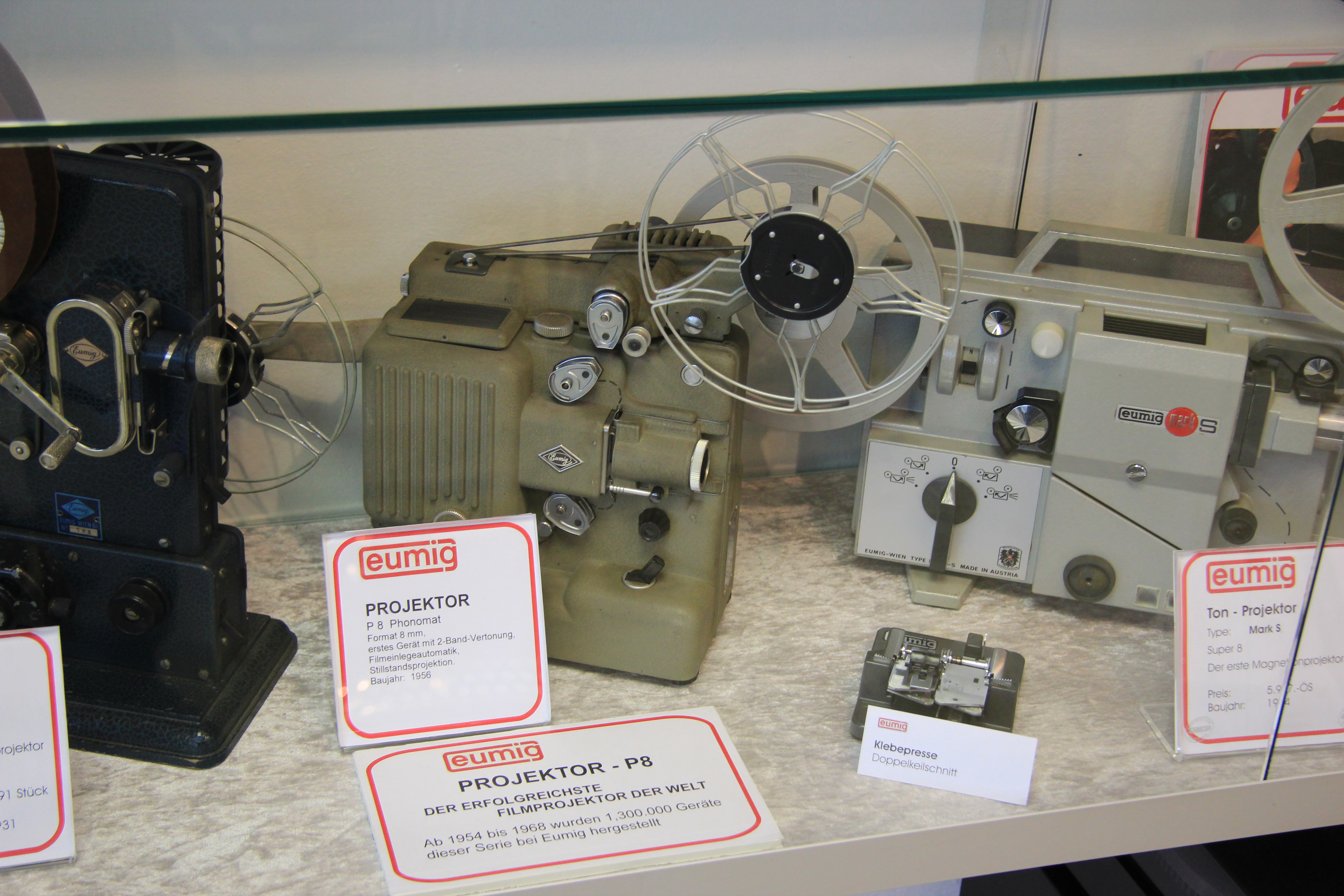
Filmprojektor Eumig P 8 (1954)

1951 versuchte sich Eumig in der Produktion von Fotoapparaten, die Kamera Eumigetta für Rollfilm 6 × 6 cm wurde vorgestellt. Zwei Jahre später erschien das Nachfolgemodell Eumigetta 2. Später wurde die Produktion von Fotoapparaten aber wieder aufgegeben.

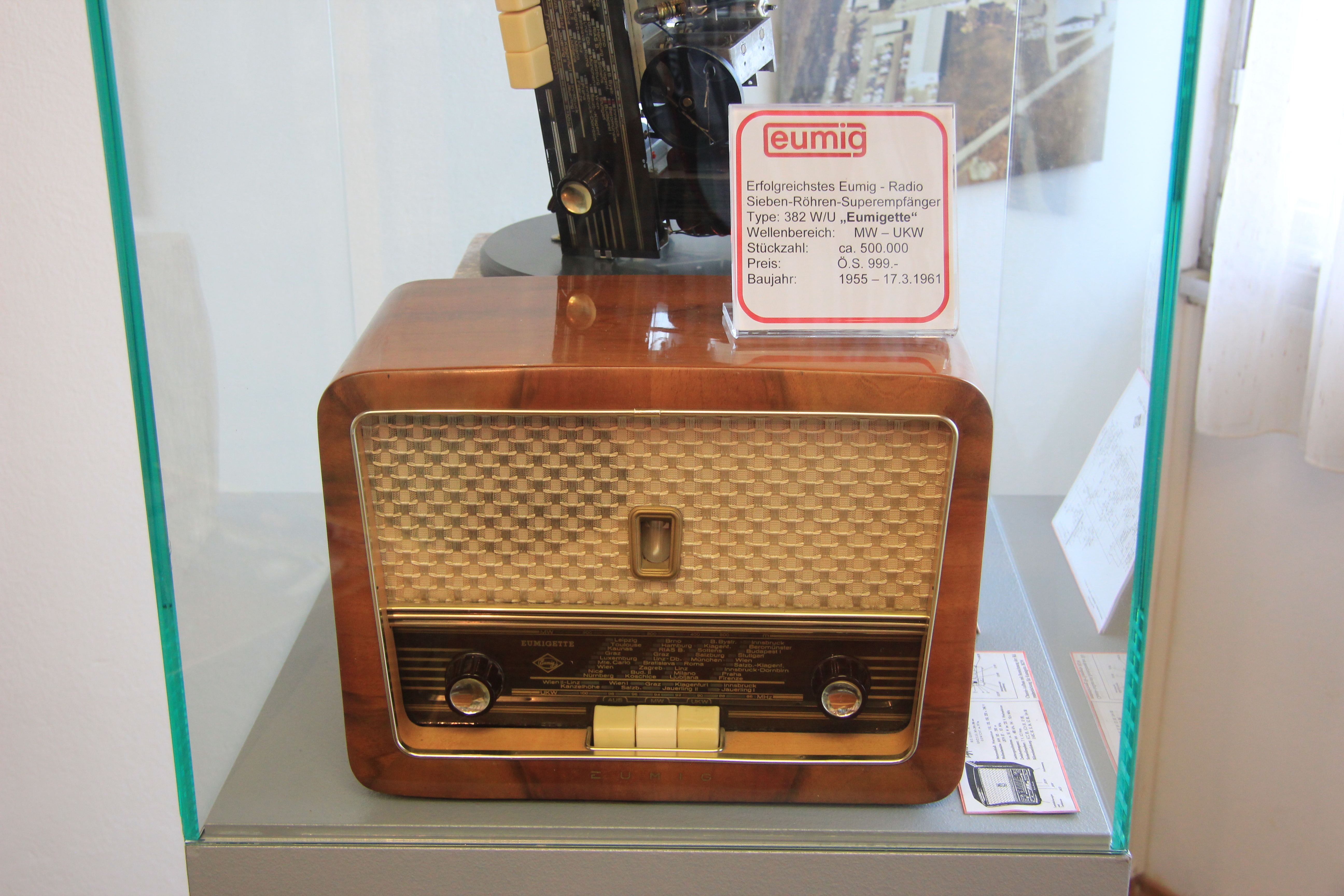
Radio Eumigette (ab 1955)

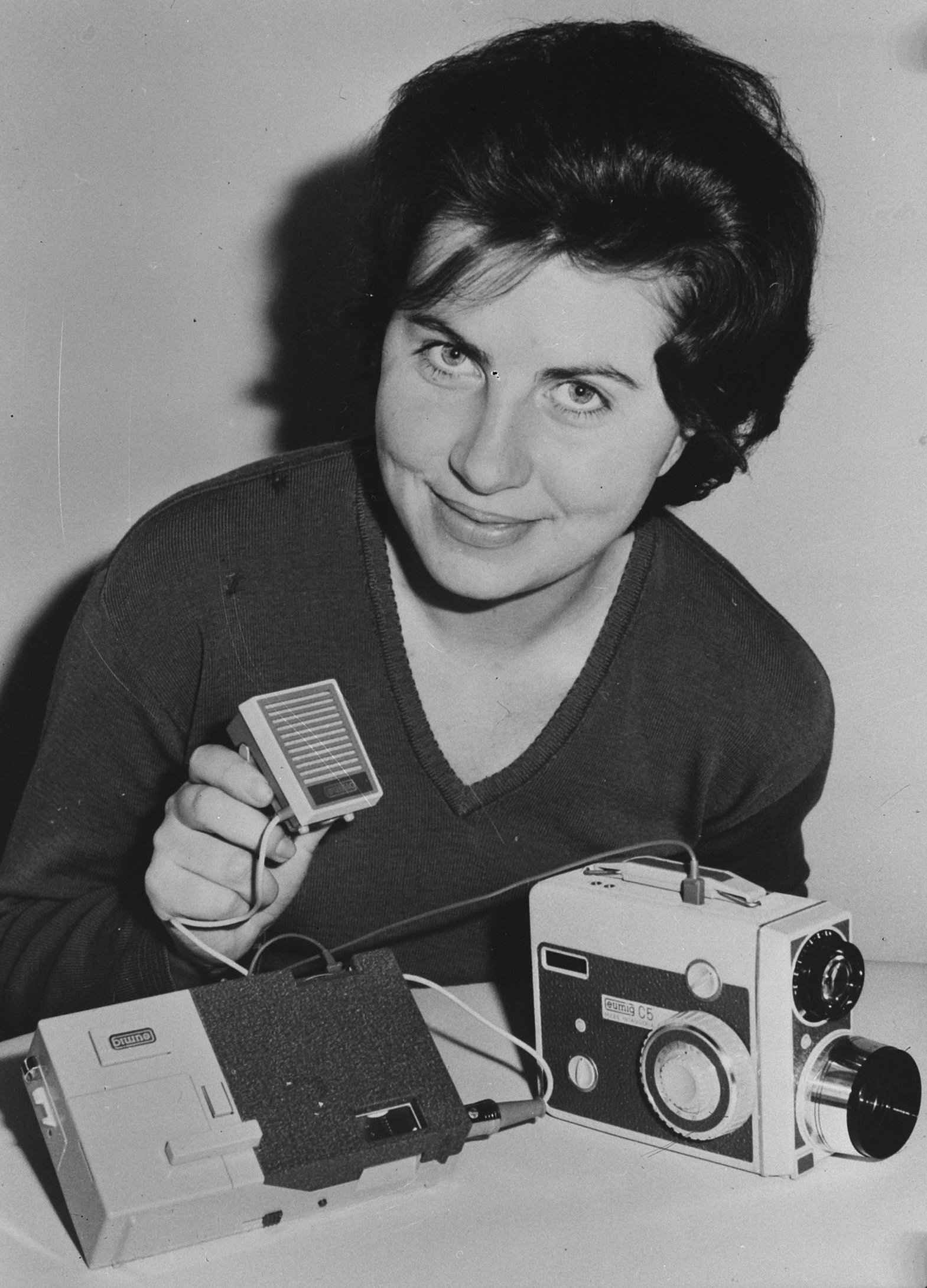
Filmkamera Eumig C 5 mit Mikrofon und Tonbandgerät (1962)

1954 stellte Eumig den Projektor P 8 vor, den weltweit ersten Heimfilmprojektor mit Niedervoltbeleuchtungssystem (12 Volt). Dieser sollte mit insgesamt 416.000 verkauften Exemplaren eines der erfolgreichsten Produkte von Eumig werden.

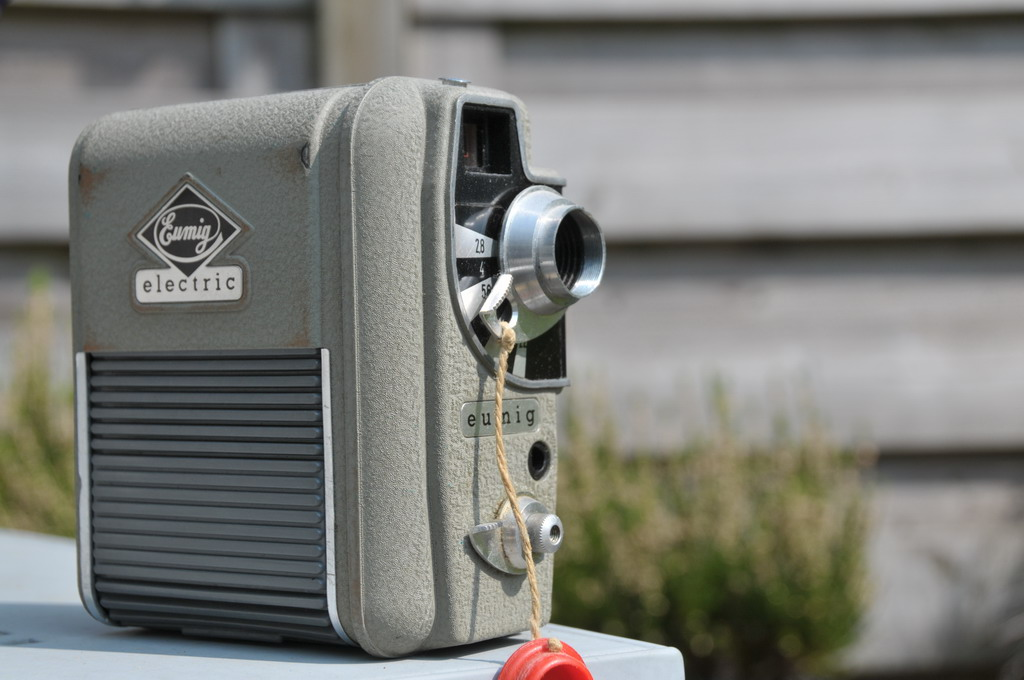
8-mm-Kamera Eumig Electric (1955)

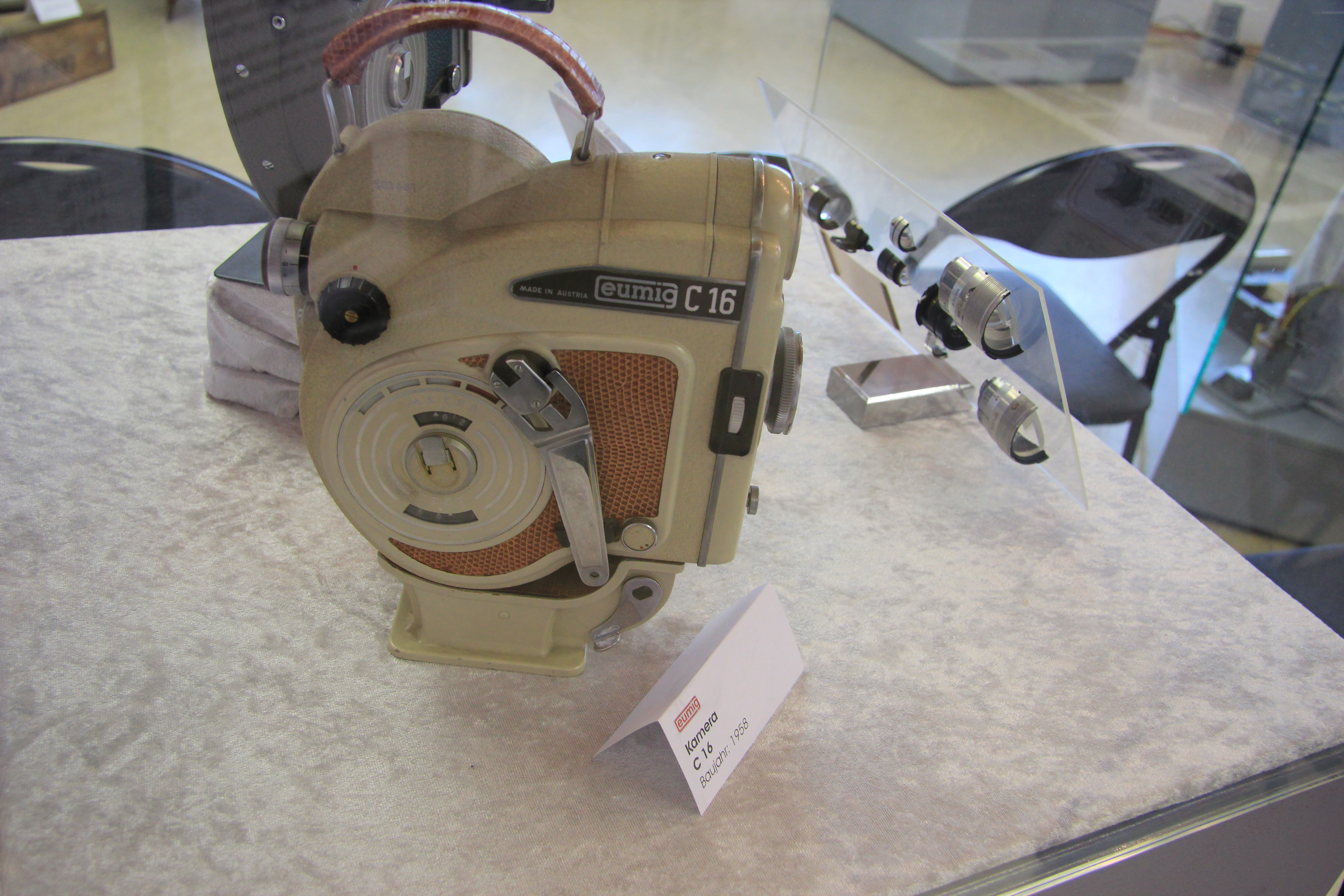
16 mm - Kamera Eumig C 16 im Eumig-Museum (1958)

1955 brachte Eumig sein erfolgreichstes Radiogerät Eumigette (7 Röhren für UKW und MW) auf den Markt, insgesamt wurden davon etwa 500.000 Stück erzeugt. Ab 1956 wurde eine Fabrikanlage nach dem Entwurf von Oswald Haerdtl am Standort Wiener Neudorf errichtet und 1958 in Betrieb genommen. Auf Initiative von Karl Vockenhuber junior wurde 1956 nach 6-wöchiger Erprobung und anschließender Befragung der Belegschaft bei Eumig als erstem Betrieb in Österreich die 40-Stunden-Woche eingeführt. Ebenfalls 1956 wurde die 16-mm Filmkamera C 16  mit Federwerk und automatischem Belichtungsmesser vorgestellt. Die Kamera sollte sich als sehr erfolgreiches Modell erweisen, für das auch internationale Stars wie John Wayne und Brigitte Bardot warben. 1958 erhielt das Unternehmen die Staatliche Auszeichnung und durfte das Bundeswappen im Geschäftsverkehr verwenden.
1961 hatte Eumig 3.000 Beschäftigte. 1962 wurde die Radioproduktion aufgegeben und an HEA verkauft, rückblickend hat Eumig mehr als 3 Millionen Radios erzeugt. Das Unternehmen konzentrierte sich in Folge auf den Bau von Filmkameras und Projektoren. Die Produktion war in Wiener Neudorf und Fürstenfeld, wo 1966 ein neues Werk in Betrieb genommen wurde.
1965 brachte Eumig, nachdem Kodak den Super-8-Film vorgestellt hatte, die Filmkamera Viennette Super-8 und die Projektoren Mark M Super-8 (mit Einfädelautomatik und Stillstandsprojektion) und Mark S Super-8 für Super-8-Tonfilm auf den Markt. Eumig war damals der einzige europäische Hersteller mit einem kompletten Filmgeräteprogramm für Super-8-Film.
1969 übernahm Eumig die Schweizer Firma Bolex. 1971 stellte das Unternehmen die kompakte Filmkamera Mini vor, insgesamt wurden von der Mini-Serie etwa 500.000 Stück erzeugt. 1972 erschien mit der VC 550 die erste Eumig-Videokamera auf dem Markt. In der Folge wurden TV- und Überwachungskameras erzeugt.
1973 wurde der Stummfilm-Projektor Mark 610 D (umschaltbar für Normal-8- und Super-8-Film) auf den Markt gebracht. Dieser Projektor wurde in ähnlicher Form auch als Bolex 18-3 Duo und als Revuelux 3003 verkauft.
1974 übersiedelte die Konzernleitung von der Wiener Buchengasse in das neue Hochhaus neben dem Werk in Wiener Neudorf, im selben Jahr wurde das Unternehmen von einer Offenen Handelsgesellschaft in eine Kommanditgesellschaft umgewandelt.

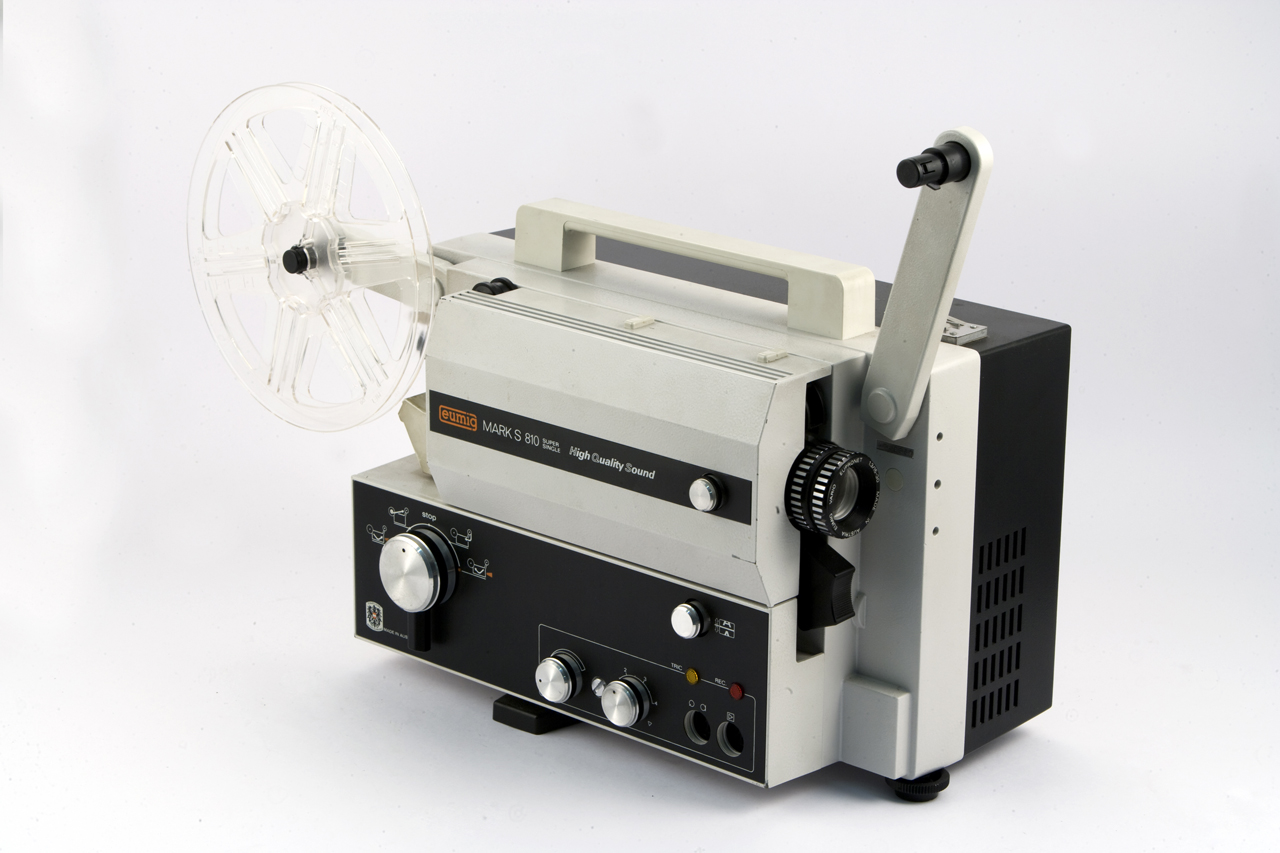
Filmprojektor Eumig Mark S 810 Super Single (ab 1975)

Im Jahre 1975 war Eumig der größte Filmprojektoren-Hersteller der Welt (500.000 Stück im Jahr) und hatte zu dieser Zeit 5.000 Beschäftigte. 1976 wurde ein Vertrag mit Polaroid (USA) zur Erzeugung der Polavision-Sofortfilm-Geräte abgeschlossen. Das Polavision-System bestand aus der Kamera, dem Vorführgerät und einem in Spezialkassetten gelieferten Film, der sofort nach der Belichtung entwickelt und schon nach 90 Sekunden vorgeführt werden konnte.

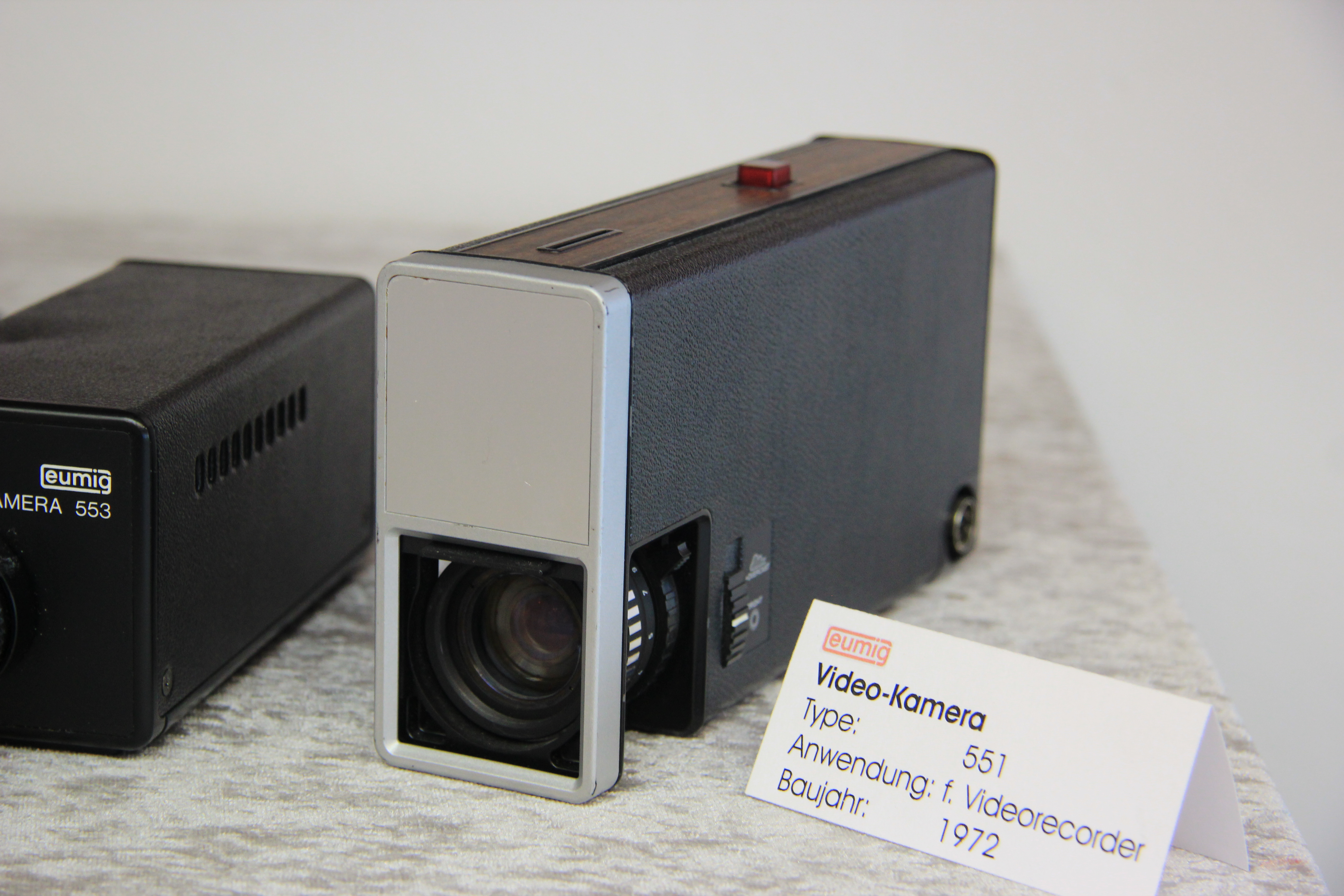
Eumig 551 - Videokamera (1972)

1977 versuchte es Eumig noch einmal in der Radio-HiFi-Branche und brachte das 3-Kopf-HiFi-Kassettendeck Metropolitan CCD, mit eingebautem Tuner und Verstärker als Metropolitan CC, in Pultbauweise mit vollelektronischer Sensorsteuerung und optoelektronischer Gleichlaufkontrolle auf den Markt.
Ab 1978 entstand im Zuge der Auflassung des dortigen Braunkohlebergbaus ein Zweigwerk im steirischen Fohnsdorf für Leiterplatten und Werkzeugbau. Ehemalige Bergleute wurden zu Facharbeitern umgeschult. Im Zuge dieser Erweiterung stieg der Mitarbeiterstand auf einen Höhepunkt von 7.000 Beschäftigten.
1979 begann Eumig mit der Entwicklung eines tragbaren Videorekorders für das von BASF entwickelte LVR-System (Longitudinal Video Recording, die Aufnahme erfolgte dabei in 48 parallelen Spuren). Ende 1979 wurde die Weiterentwicklung des LVR-Systems aber eingestellt, da die Marktchancen als zu gering eingeschätzt wurden.
1979 kam das Kassettendeck Eumig FL-1000uP heraus und löste die Metropolitan-Serie ab. Es war mikroprozessorgesteuert (Mostek MK 3870), hatte ein von Metropolitan weiterentwickeltes Laufwerk in Frontladerbauweise, bei dem die Wickeldrehzahl beim Rückspulen elektronisch geregelt wurde und damit eine sehr kurze Rückspulzeit hatte, und konnte Bandstellen dank elektronischem Zählwerk präzise anfahren. Durch den schwungmasselosen Capstan-Antrieb war die Hochlaufzeit extrem kurz. Die drei Köpfe waren für Reineisenband ausgelegt. Mit Hilfe der eingebauten Schnittstelle konnten bis zu sechzehn Decks von einem Computer aus gesteuert werden. Das FL-1000uP gewann den „Award for Design and Engineering“ der Consumer Electronics Show (CES) in Chicago (USA), 1979. 1979 brachte Eumig die wasserdichte Filmkamera Nautica für Super-8 heraus. Sie war für bis zu 40 Meter Tauchtiefe geeignet.
1980 stellte Eumig die beiden Filmkameras Eumig Sound 125 XL und Eumig Sound 128 XL für Super-8-Tonfilm vor. Das waren die einzigen von Eumig selbst hergestellten Tonfilm-Kameras. Davor wurden lediglich einige Tonfilm-Kameras vom amerikanischen Hersteller Bell & Howell zugekauft.

### Jähes Ende

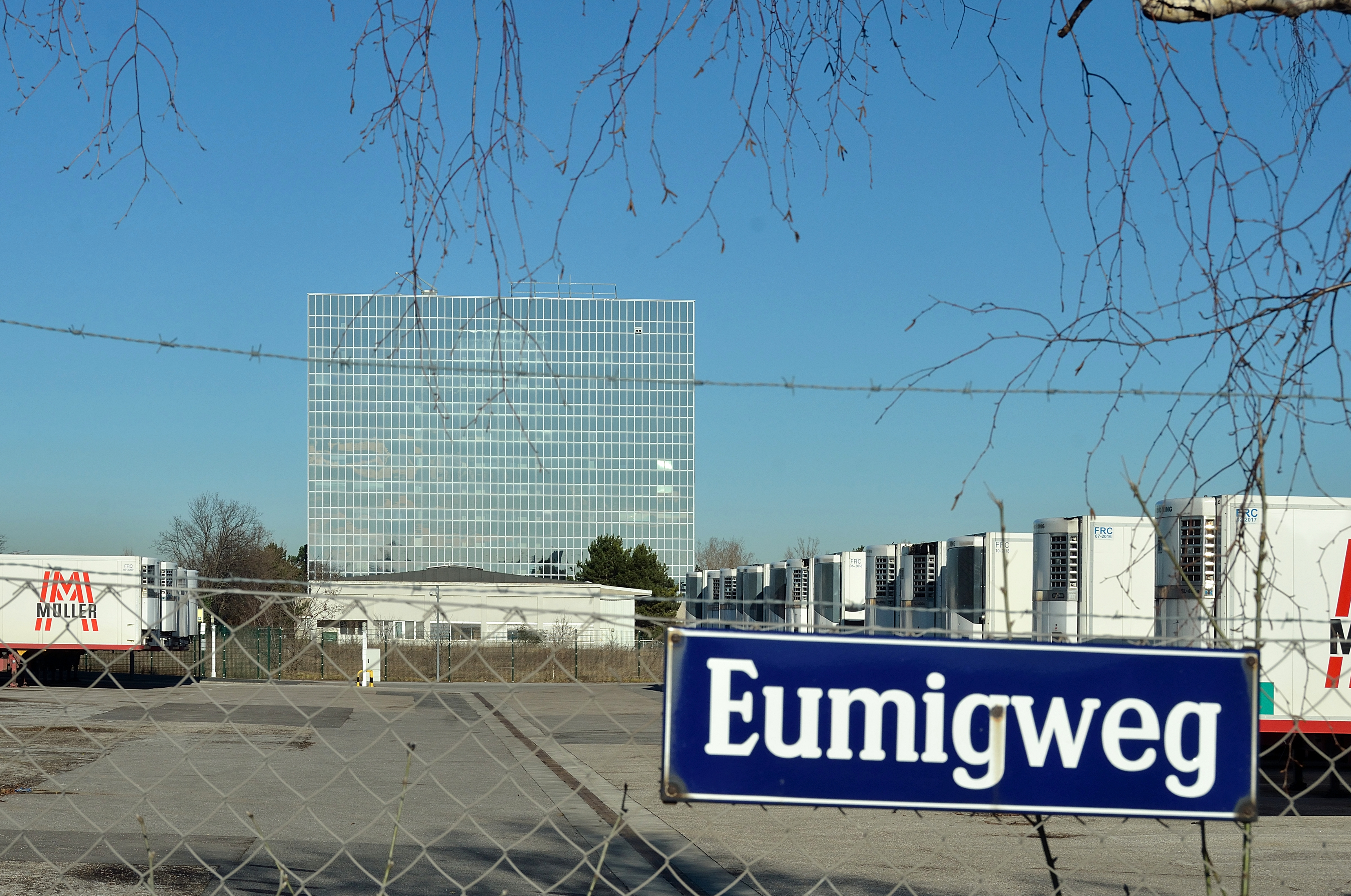
Das ehemalige Eumig Hochhaus in Wiener Neudorf

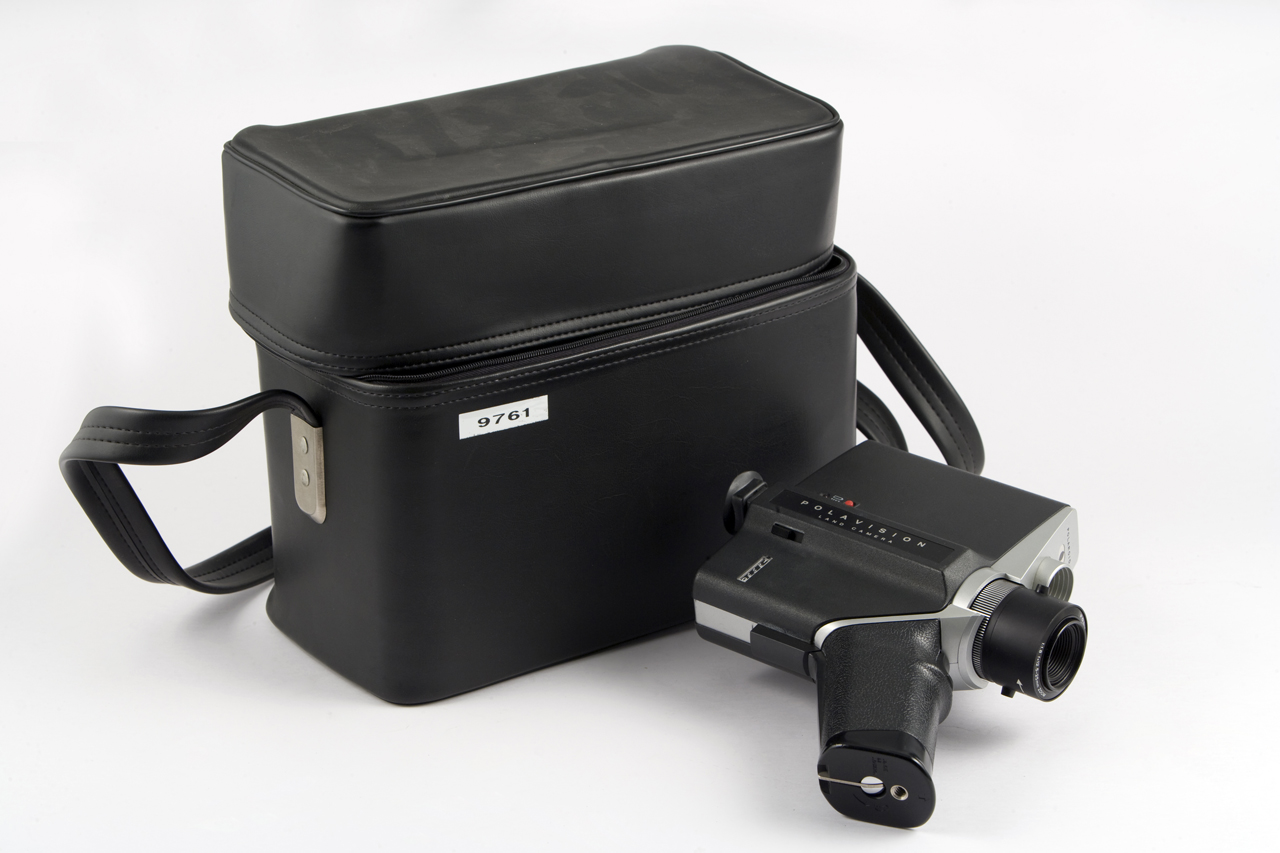
Eumig Polavision-Kamera für Polaroid-Film

In der zweiten Hälfte der 1970er Jahre kam die Firma durch das gescheiterte Geschäft mit Polaroid, zu geringem Eigenkapital und einem Mangel an Planung, Marketing und Controlling zunehmend in finanzielle Schwierigkeiten. Hinzu kam ein seit längerem schwelender Konflikt unter den Firmeneigentümern Karl Vockenhuber jun. und Raimund Hauser, Anlaufschwierigkeiten im neuen Werk Fohnsdorf und die Verweigerung bereits zugesagter ERP-Kredite. Zudem erwies sich die Österreichische Länderbank als wenig kompetenter Finanzierungspartner mit zunehmend eigenen Problemen.
Mit diesen Schwierigkeiten einher ging ein stetiger Stellenabbau: 1978 musste Eumig zum ersten Mal rund 1.000 Beschäftigten kündigen, nachdem Polaroid die Aufträge für Polavision gestoppt hatte. Waren es 1979 noch knapp 5.500 Mitarbeiter, so hatte Eumig im Folgejahr 1980 nur noch 3.000 Beschäftigte.
Am 26. April 1979 kündigte Miteigentümer Raimund Hauser das Gesellschaftsverhältnis. Rückwirkend mit 1. Januar 1979 wurde die Eumig KG in eine Ges. m. b. H. umgewandelt und zwei zusätzliche Geschäftsführer von der Länderbank in das Unternehmen entsendet. Die beiden ehemaligen Gesellschafter Karl Vockenhuber jun. und Raimund Hauser schieden mit 15. Juni 1980 aus der Firma aus. Eumig wurde im Zuge dessen zur Gänze von der Österreichischen Länderbank übernommen, die in den folgenden 14 Monaten vergeblich versuchte, das hoch verschuldete Unternehmen zu sanieren.
Im August 1981 musste schließlich mit einem Schuldenstand von rund 2 Milliarden Schilling der Konkurs des einstigen Vorzeigebetriebs eröffnet werden. Die Österreichische Länderbank stoppte daraufhin die weitere Finanzierung von Eumig. Der Entwicklungszweig für oberflächenmontierte elektronische Bauelemente (SMD) wurde noch im selben Jahr an die Schrack AG verkauft. Die Produktion von HiFi-Geräten wurde beendet. Das Eumig-Hochhaus in Wiener Neudorf wurde an Palmers verkauft, der Markenname Eumig an die luxemburgische Firma Interbasic. Das Patent für das Makro-System in den Objektiven wurde an die japanische Firma Canon verkauft, das Werk Fohnsdorf ging an AT&S.
Im Juli 1984 fusionierte die Firma Norma Messtechnik mit der OE Optik, Elektronik & Metallwaren Industrie GmbH, der am Standort in Wiener Neudorf beheimateten Nachfolgefirma der Eumig. Wegen statischer Probleme am Firmensitz der Norma übersiedelte das gesamte Personal nach Wr. Neudorf.
Im Jahr 1985 wurde das Eumig-Konkursverfahren abgeschlossen und im Februar 1986 die Firma endgültig aus dem Handelsregister gelöscht. 1989 erwarb die deutsche Rothenberger Gruppe aus Frankfurt, die Rechte am Namen Eumig.
Karl Vockenhuber jun. musste den Untergang seines ehemaligen Unternehmens mitansehen und starb am 28. Dezember 1989. Insgesamt waren rund 1270 österreichische Patente auf Eumig bzw. die Firmeninhaber Vockenhuber und Hauser angemeldet.

#### Die Marke Eumig heute
Unter dem Markennamen Eumig Industrie-TV werden heute Steuerungen und Elektronikkomponenten produziert, die eumig industrie-tv Gesellschaft m. b. H. mit Sitz in Anif ist spezialisiert auf Entwicklung und Fertigung von kundenspezifischen Steuerungslösungen mittels SMD-Bestückung von Leiterplatten.

## Gedenken
In Wiener Neudorf widmet sich das vom gleichnamigen Förderverein betriebene eumigMuseum der Geschichte des ehemaligen österreichischen Paradeunternehmens. In zwei Schauräumen werden zahlreiche Exponate zur Firmengeschichte gezeigt, darunter Produkte der Firma und der originale Schreibtisch des langjährigen Firmenchefs Karl Vockenhuber jun.

## Auszeichnungen
- 1969 mit Reinhold Zwerger: Staatspreis Design für Eumig Mark S-712 Filmprojektor
- 1973 mit Reinhold Zwerger: Staatspreis Design für Video Camera Eumig 551
- 1975/76 mit Reinhold Zwerger: Staatspreis Design für Kamerareihe 800